# Virginia Oldoini

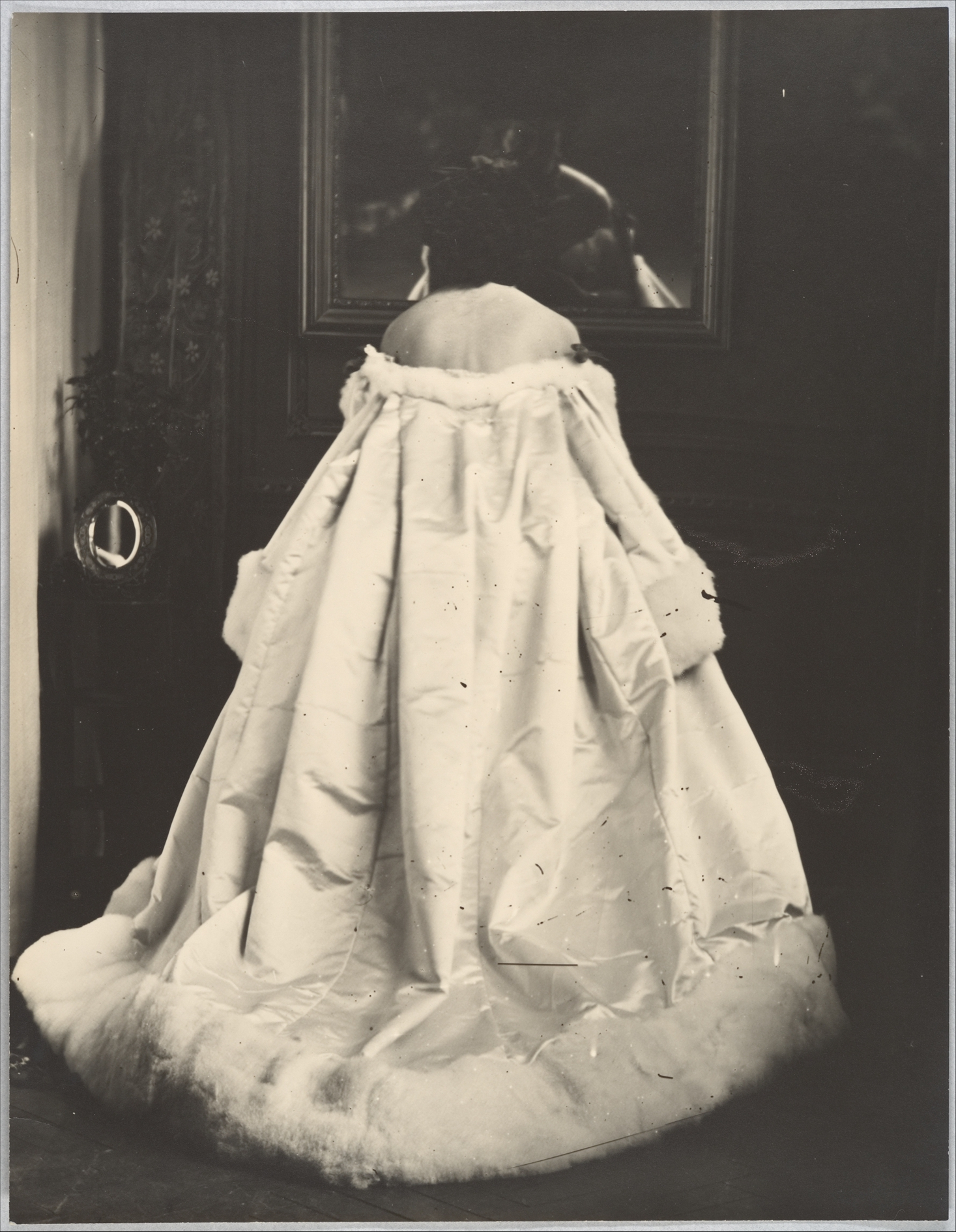
Pierre Louis Pierson: Ples v Opeře, 1861-1867, želatinový stříbrný tisk ze skleněného negativu, MET (Metropolitan Museum of Art of New-York city)

Virginia Oldoini, hraběnka z Castiglione (Oldoïni; 22. března 1837 – 28. listopadu 1899), také známá jako La Castiglione, byla italská aristokratka, která se proslavila jako milenka francouzského císaře Napoleona III. Byla také významnou postavou rané historie fotografie.

## Životopis

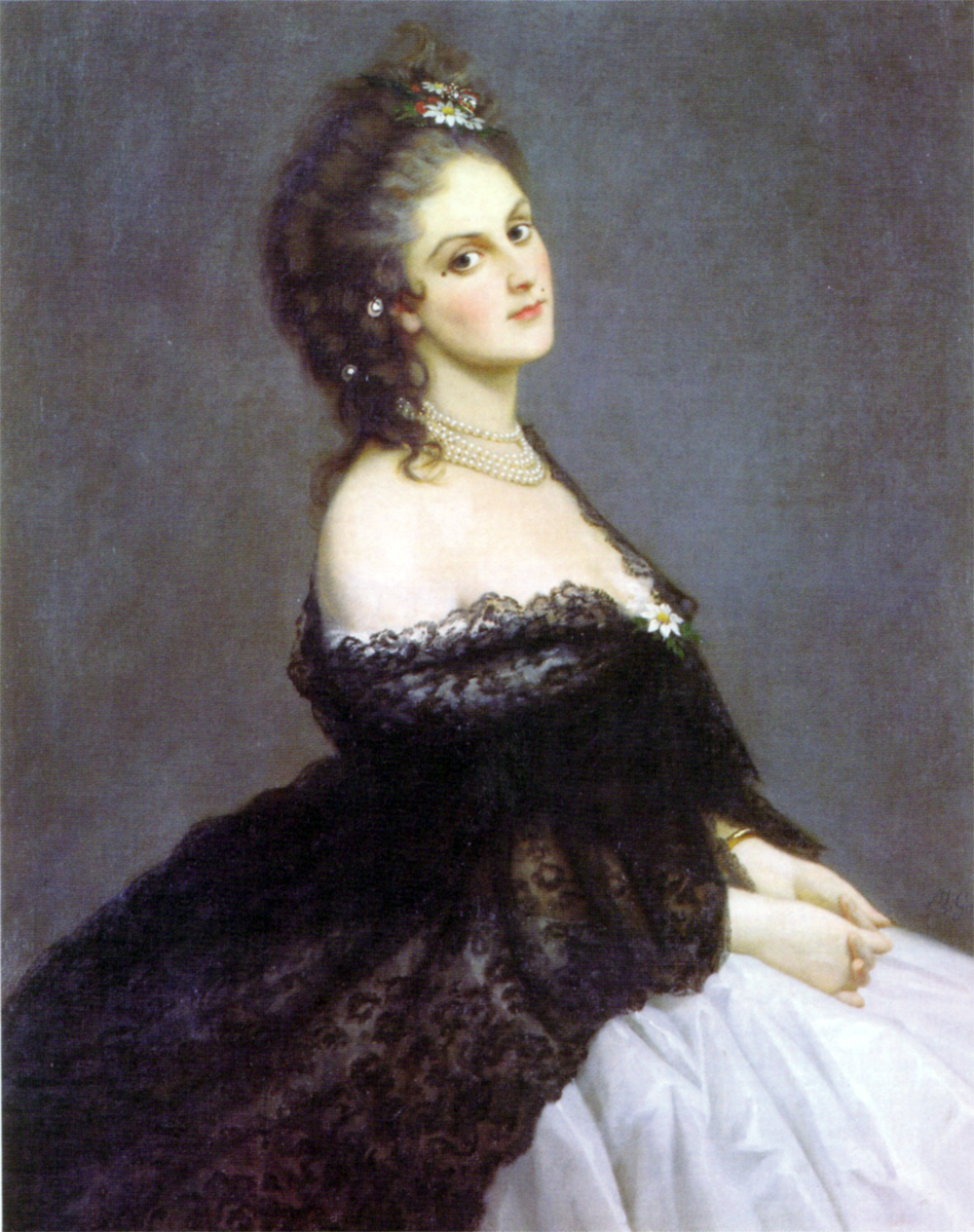
Portrét hraběnky di Castiglione namaloval v Paříži v roce 1862 Michele Gordigiani

Virginia Elisabetta Luisa Carlotta Antonietta Teresa Maria Oldoïni se narodila 22. března 1837 ve Florencii v Toskánsku markýzi Filippovi Oldoinimu a Isabelle Lamporecchi, příslušníkům menší toskánské šlechty; byla často známá pod přezdívkou „Nicchia“. Její otec ji ignoroval a vychovával ji její děd Ranieri. V sedmnácti letech se provdala za Francesca Verasise, hraběte z Castiglione. Byl o dvanáct let starší než ona. Spolu měli syna Giorgia.
Její bratranec, Camillo, hrabě z Cavour, byl ministrem Viktora Emanuela II., krále Sardinie (to zahrnovalo také Piemont, Val d'Aosta, Liguria a Savojsko). Když hrabě a hraběnka v roce 1855 cestovali do Paříže, hraběnka byla podle pokynů svého bratrance hájit důvody italské jednoty s Napoleonem III. Proslavila se tím, že se stala milenkou Napoleona III., což byl skandál, který přivedl jejího manžela k tomu, aby požadoval odloučení od manželství. V roce 1855 měla krátký románek s italským králem Viktorem Emanuelem II., který ji přezdíval „Nini“.
V letech 1856–1857 vstoupila do společenského kruhu evropské královské rodiny. Během svého vztahu s francouzským císařem se setkala s Augustou Sasko-Výmarskou, Otto von Bismarckem a Adolphem Thiersem. Měla mnoho milenců, včetně bankéře rodiny Rothschildů a tehdejšího ředitele muzea Louvre.
Hraběnka byla na císařském dvoře známá svou krásou a okázalými entrancemi v propracovaných šatech. Jedním z jejích neslavnějších outfitů byl kostým „Srdcové královny“. George Frederic Watts namaloval její portrét v roce 1857. Byly zachyceny její dlouhé, vlnité blond vlasy, světlá pleť, jemný oválný obličej a oči, které neustále měnily barvu ze zelené na neobyčejně modrofialovou.

## Italské sjednocení
Hraběnka se vrátila do Itálie v roce 1857, když její poměr s Napoleonem III. skončil. O čtyři roky později bylo vyhlášeno Italské království, pravděpodobně částečně kvůli vlivu, který hraběnka uplatňovala na Napoleona III. Téhož roku se vrátila do Francie a usadila se v obci Passy.
V roce 1871, těsně po porážce Francie ve francouzsko-pruské válce, byla povolána na tajnou schůzku s Otto von Bismarckem, aby mu vysvětlila, jak může být německá okupace Paříže osudná pro jeho zájmy. Možná byla přesvědčivá, protože Paříž byla pruské okupace ušetřena.

## Fotografie
V roce 1856 začala sedět modelem pro Mayera a Piersona, fotografy oblíbené u císařského dvora. Během následujících čtyř desetiletí nasměrovala Pierra-Louise Piersona, aby jí pomohl vytvořit 700 různých fotografií, ve kterých znovu vytvořila charakteristické okamžiky svého života na fotografiích. Na realizaci tohoto projektu utratila velkou část svého osobního jmění a dokonce se zadlužila. Většina fotografií zobrazuje hraběnku v divadelním oblečení, jako jsou šaty Srdcové královny. Řada fotografií ji zobrazuje v pózách, které byly na tehdejší dobu riskantní – zejména snímky, které odhalují její odhalené nohy a chodidla. Na těchto fotkách je její hlava oříznutá.
Robert de Montesquiou, symbolistický básník, dandy a vášnivý sběratel umění, byl hraběnkou di Castiglione fascinován. Strávil třináct let psaním biografie La Divine Comtesse, která vyšla v roce 1913. Po její smrti shromáždil 433 jejích fotografií, které se všechny dostaly do sbírky Metropolitního muzea umění.

## Stáří
Virginia strávila svá pokročilá léta v bytě na Place Vendôme, kde měla pokoje vyzdobené v pohřební černi, zatažené žaluzie a vyhozená zrcadla – zřejmě proto, aby nemusela čelit svému postupujícímu věku a ztrátě krásy. Byt opouštěla jen v noci. V 90. letech 19. století znovu zahájila krátkou spolupráci s Piersonem, i když její pozdější fotografie jasně ukazují její ztrátu jakéhokoli kritického úsudku, možná kvůli její rostoucí duševní nestabilitě. Přála si uspořádat výstavu svých fotografií na Světové výstavě roku 1900, ale nestalo se tak. Zemřela 28. listopadu 1899 ve věku dvaašedesáti let a byla pohřbena na pařížském hřbitově Père Lachaise.

## Dědictví
Italský básník Gabriele D'Annunzio je autorem ocenění hraběnky, které se objevilo jako předmluva k Montesquiouovu dílu. V roce 1973 byla také vydána samostatně.
Život hraběnky byl popsán v italském filmu z roku 1942 Hraběnka z Castiglione a italsko-francouzském filmu z roku 1954 Contessino tajemství, ve kterém hrála Yvonne De Carlo.
Hraběnku po její smrti namaloval umělec Jacques-Émile Blanche.
Hraběnku zobrazuje i román Alexandra Chee Královna noci.
Její život byl inspirací pro román Exposition od Nathalie Légerové.

## Galerie

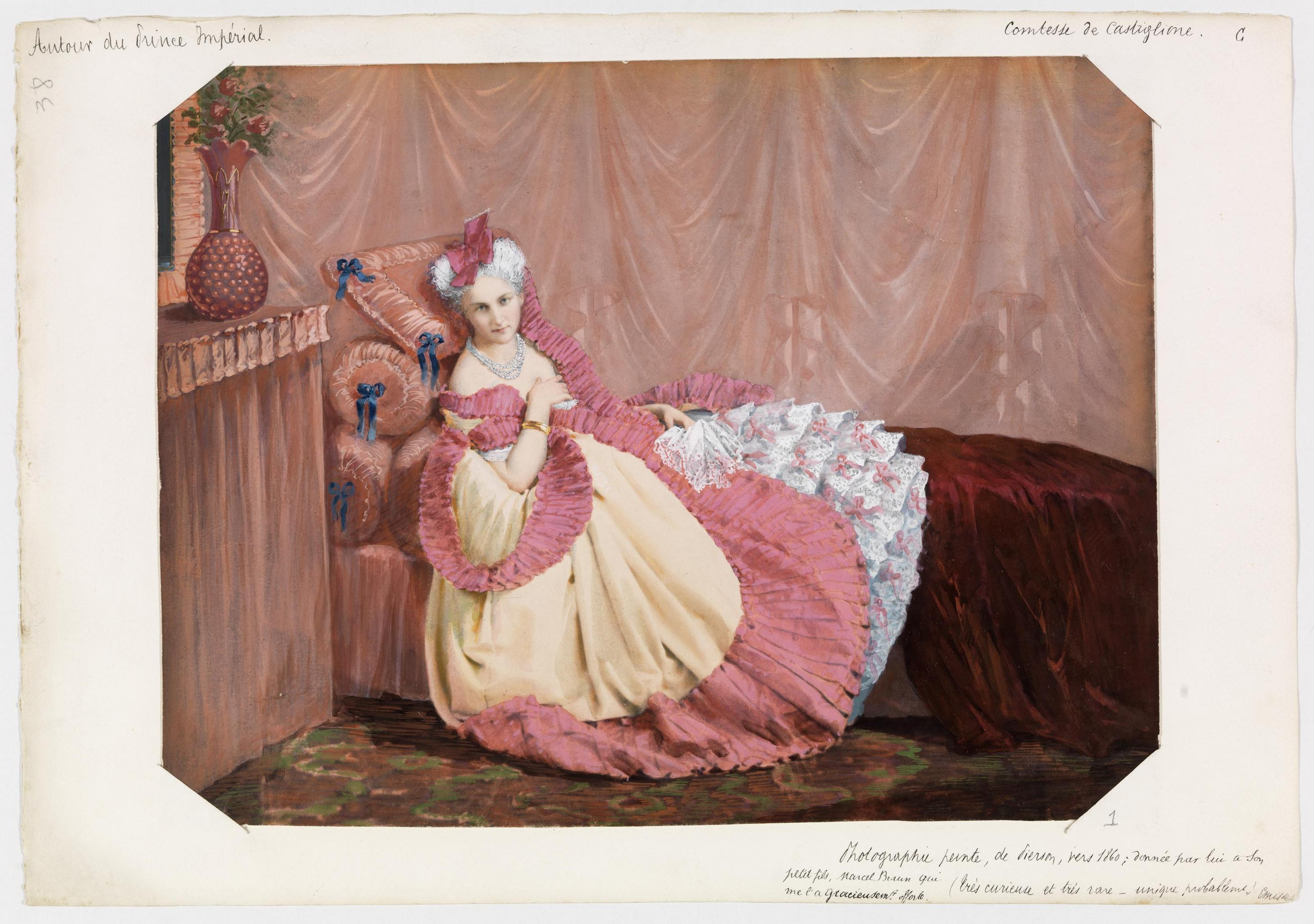
Asi 1860
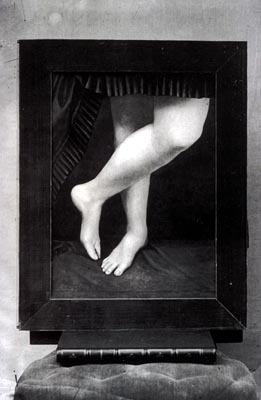
Asi 1861–1867
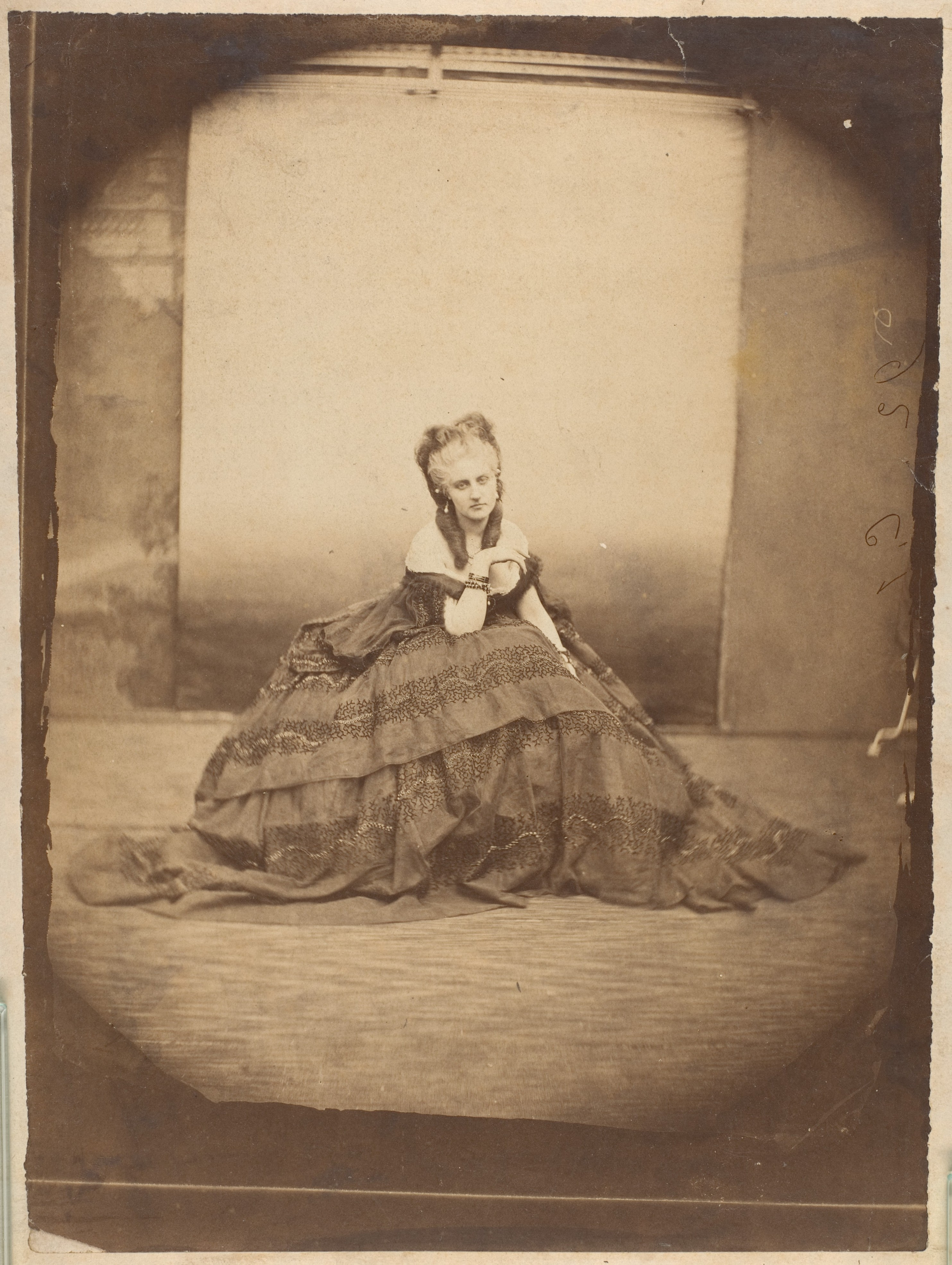
Contessa di Castiglione
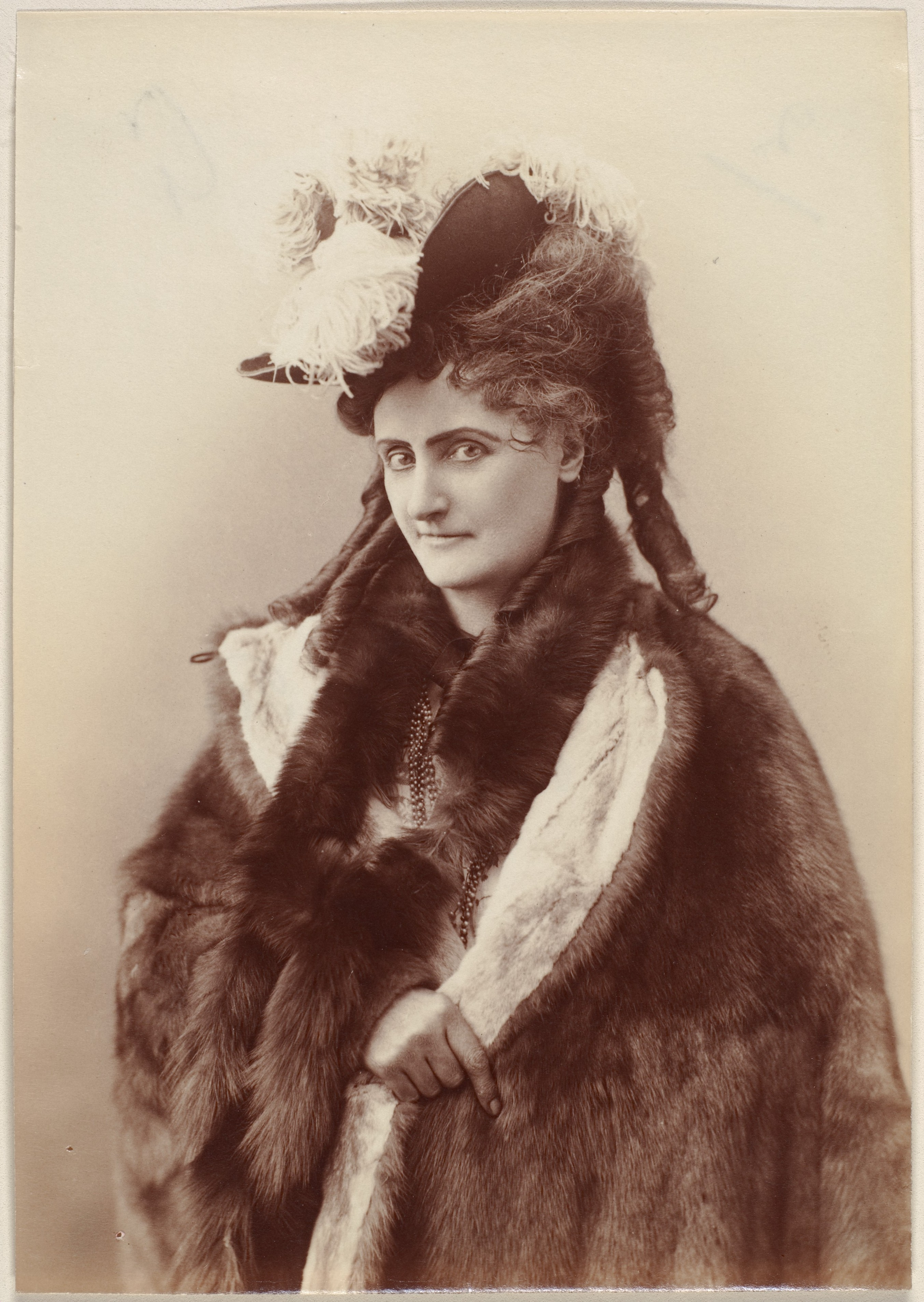
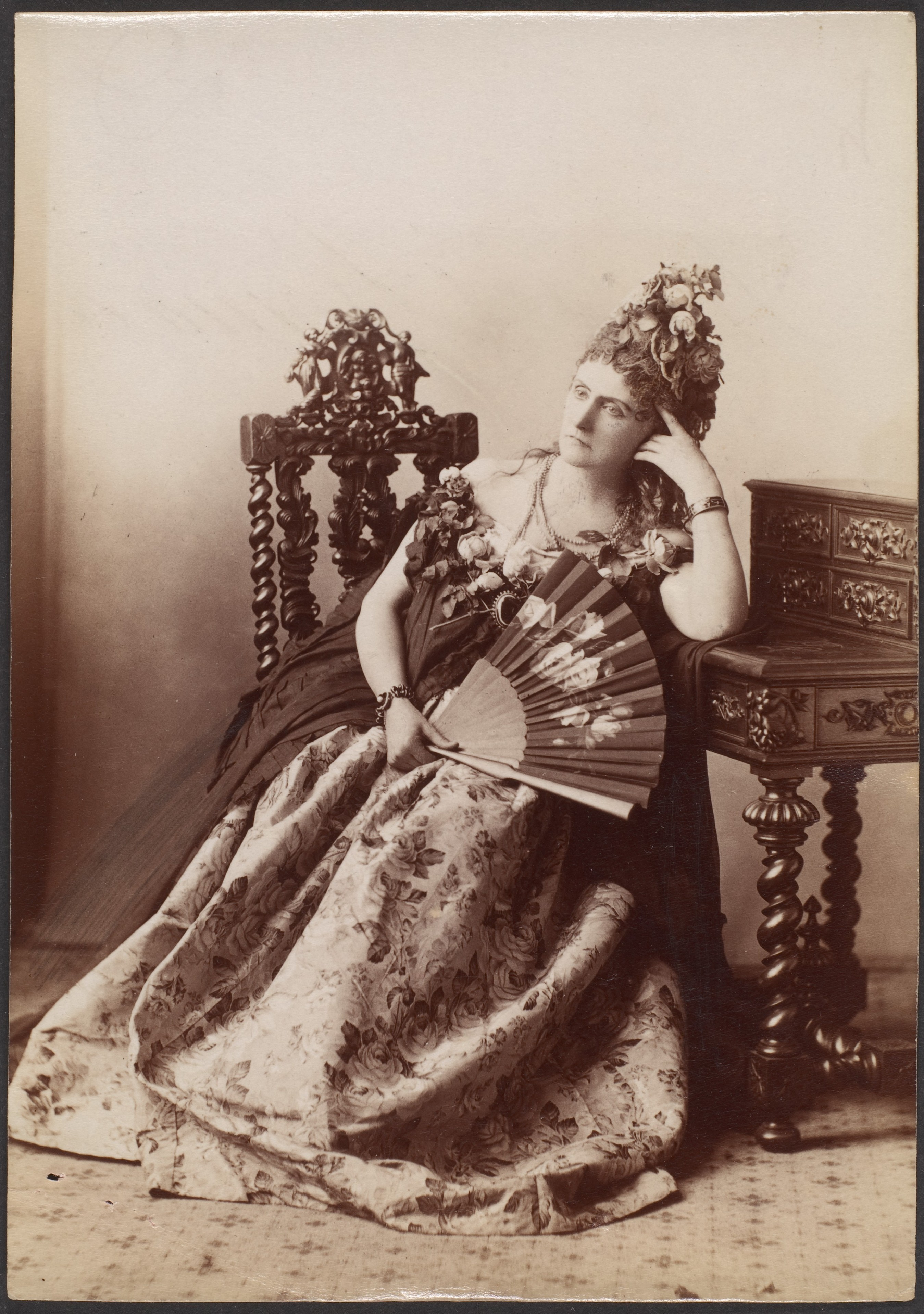
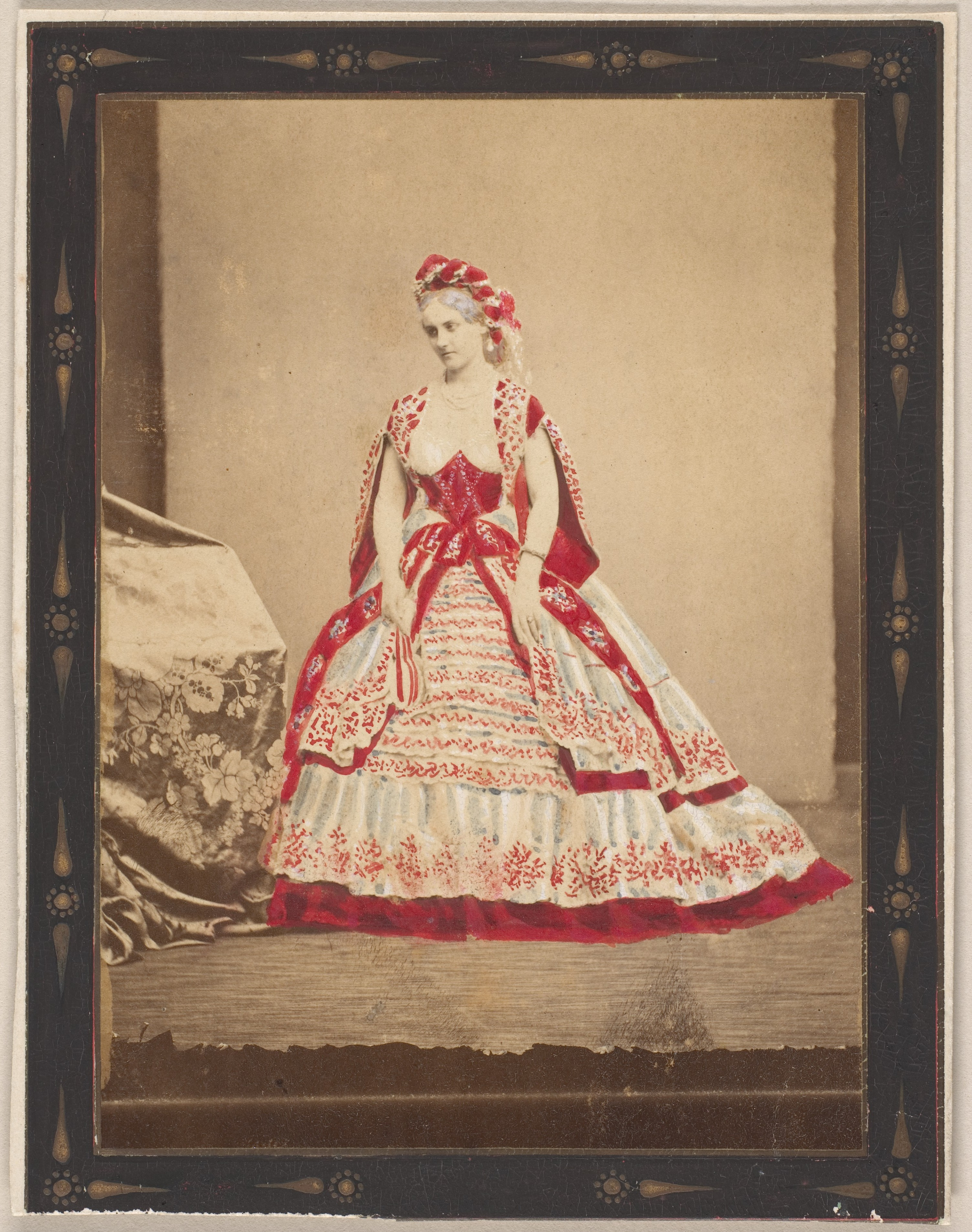
La Finlandaise
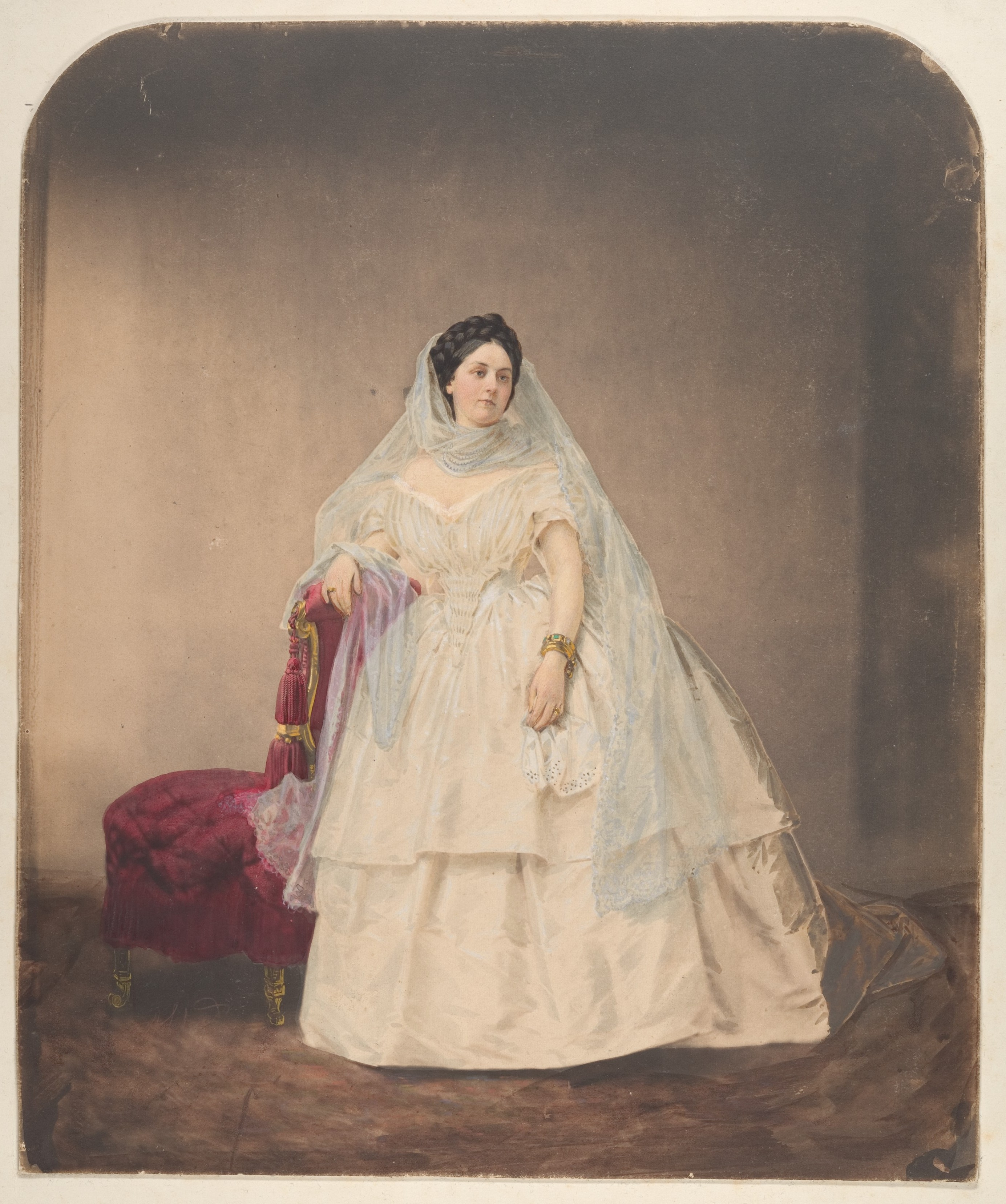
Portrait in a White Dress
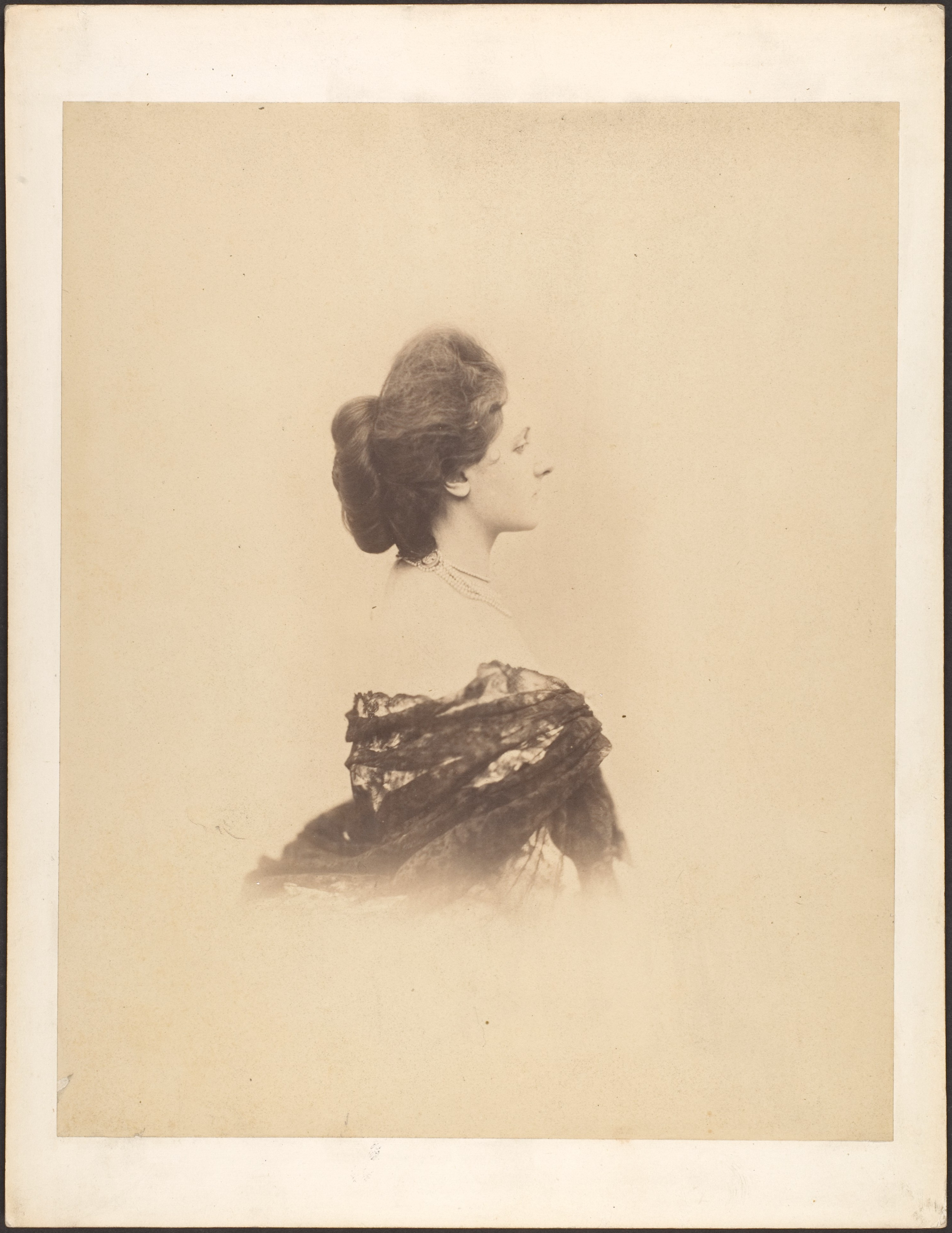
Profile with Chignon, Large
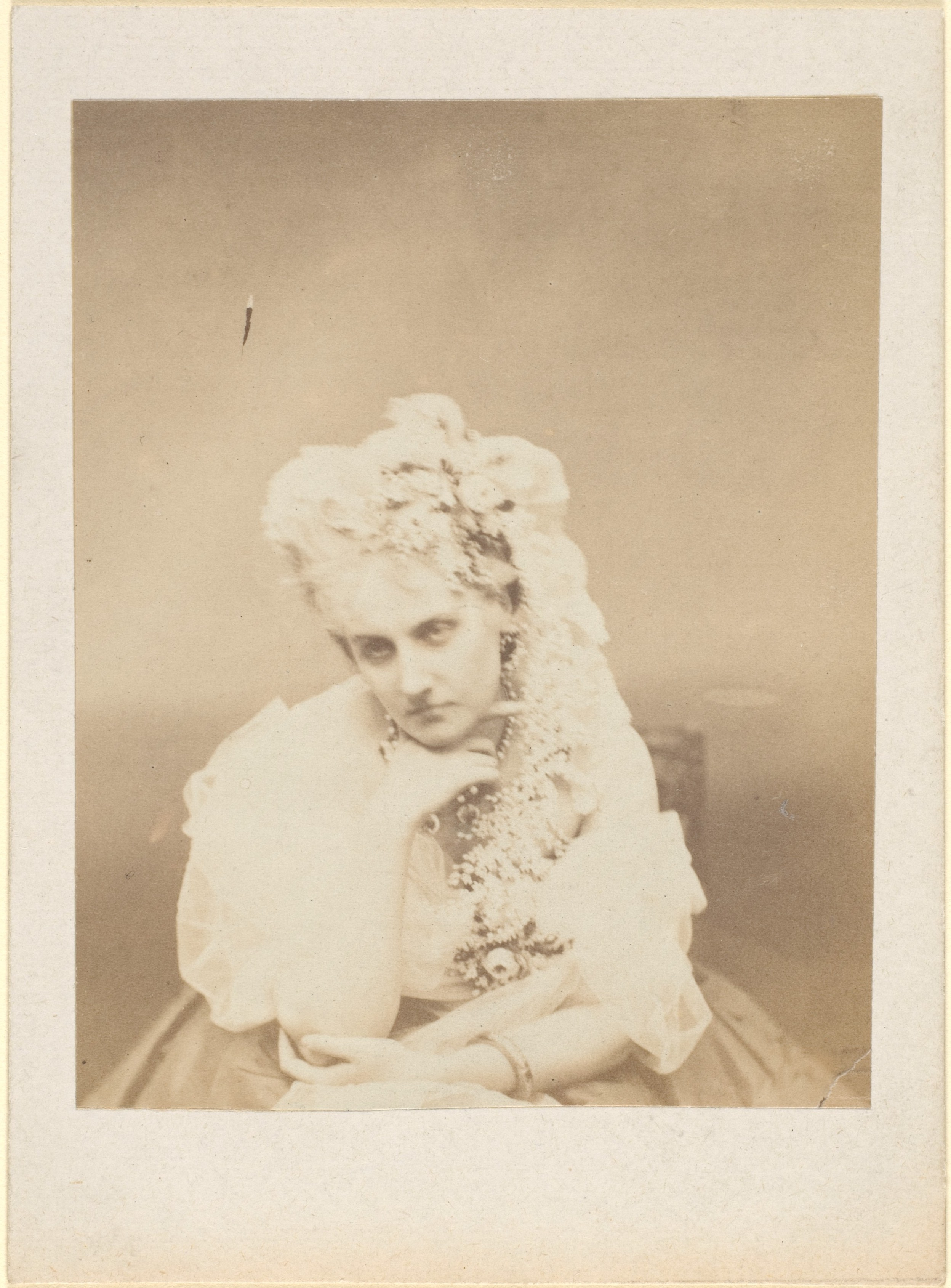
Trying for Snapshots
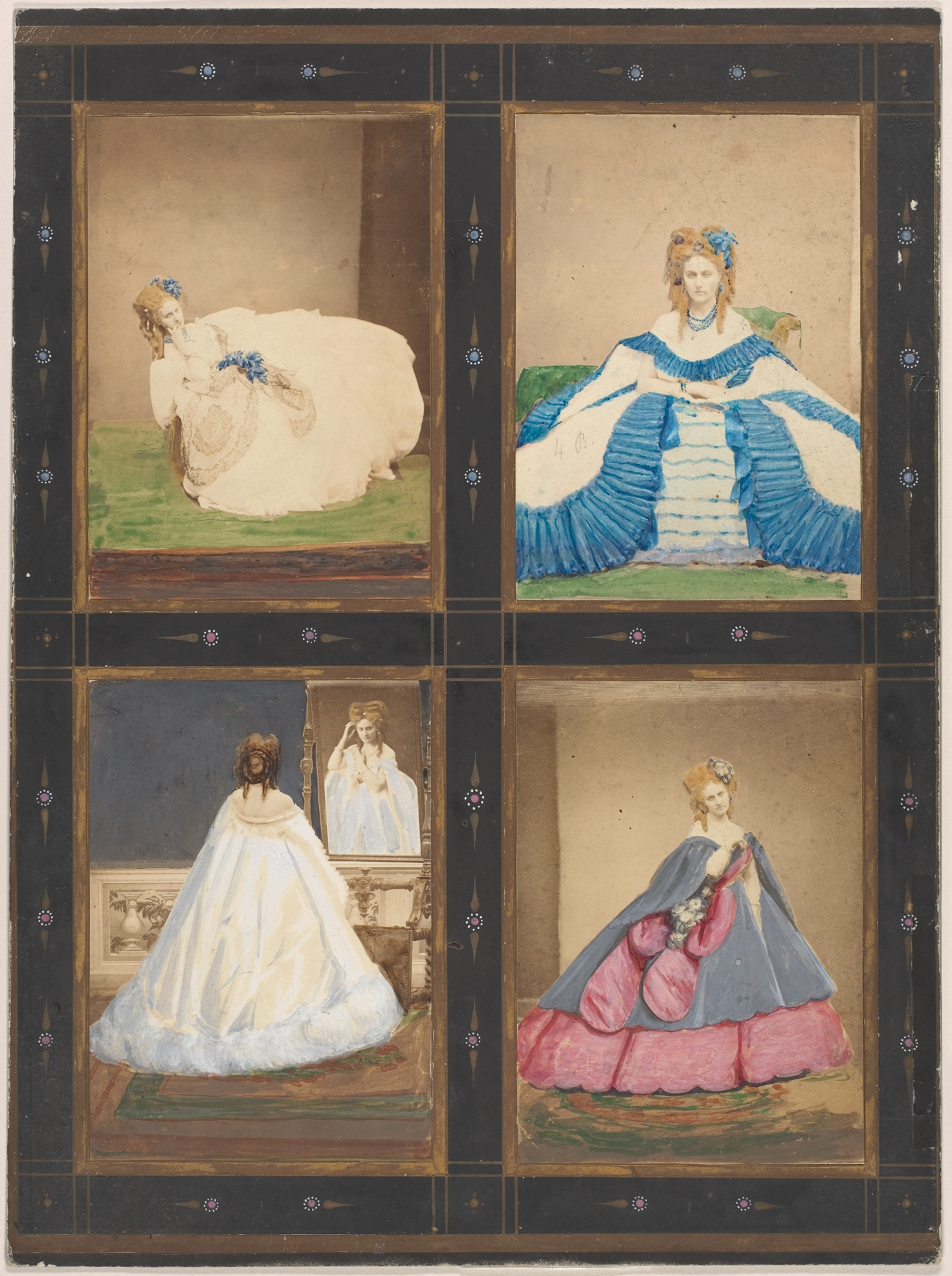
Variations on the "Elvira" and "Ritrosetta" Dresses
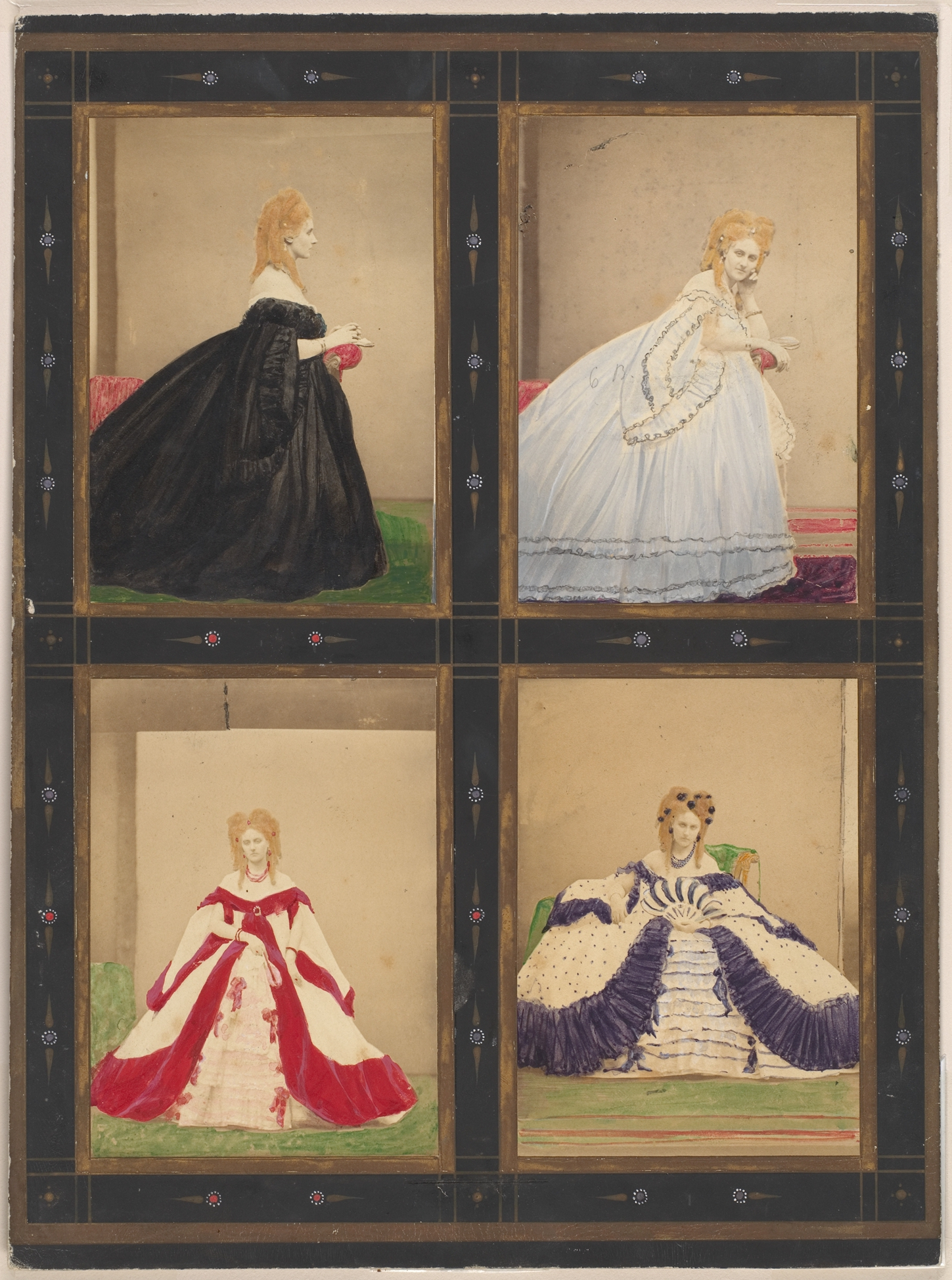
Variations on the "Elvira" Dress
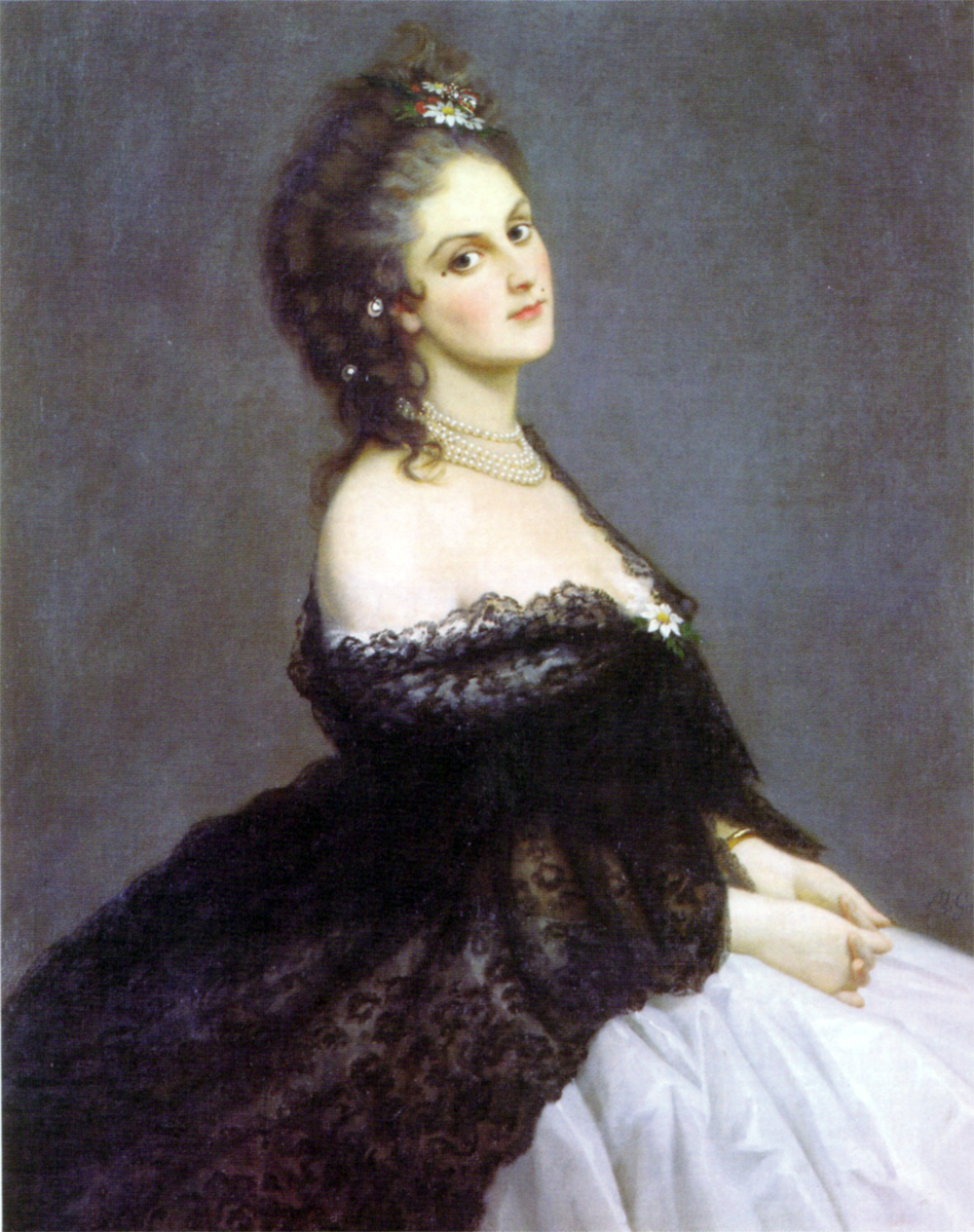
Contessa di Castiglione
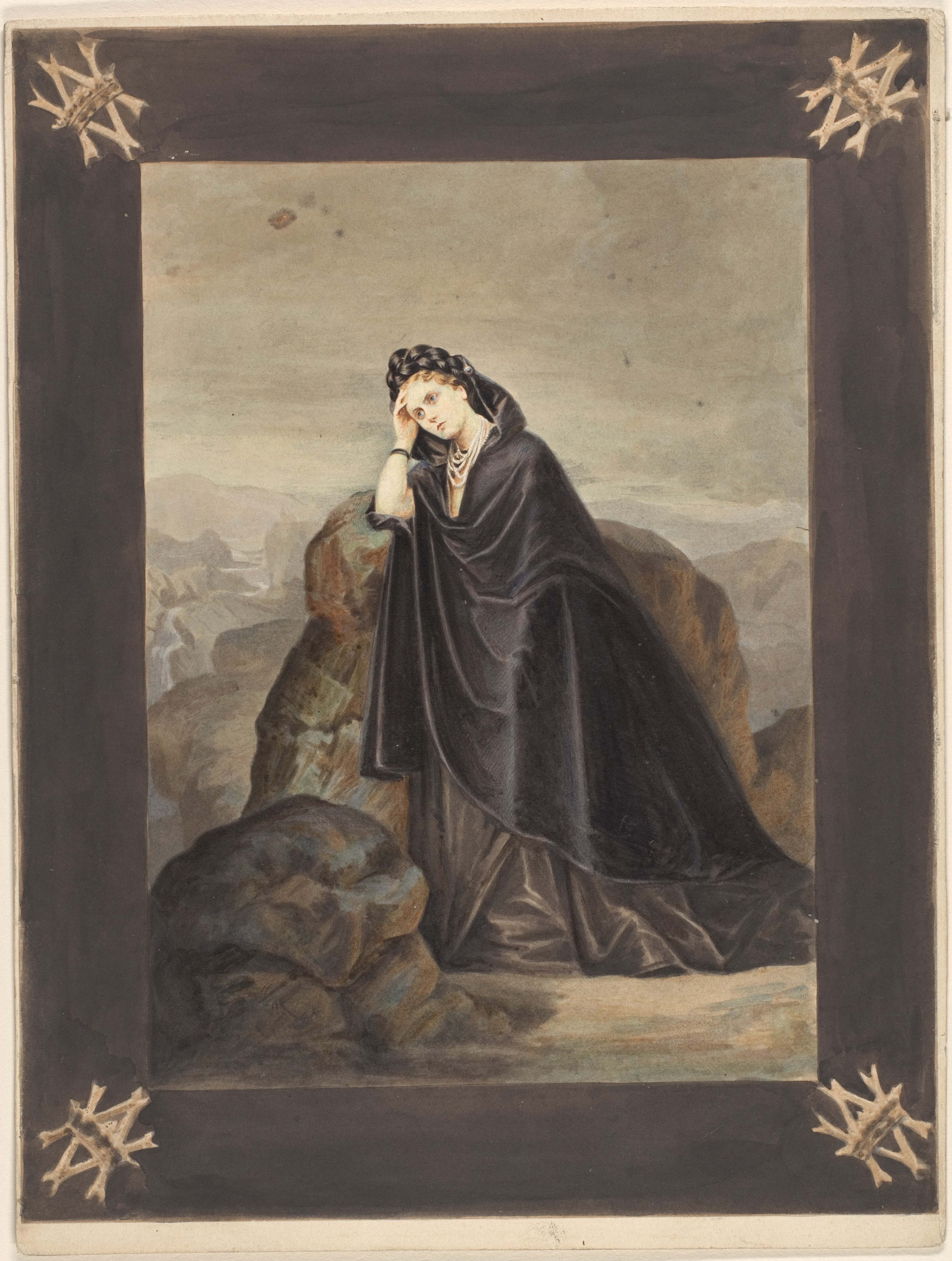
Béatrix
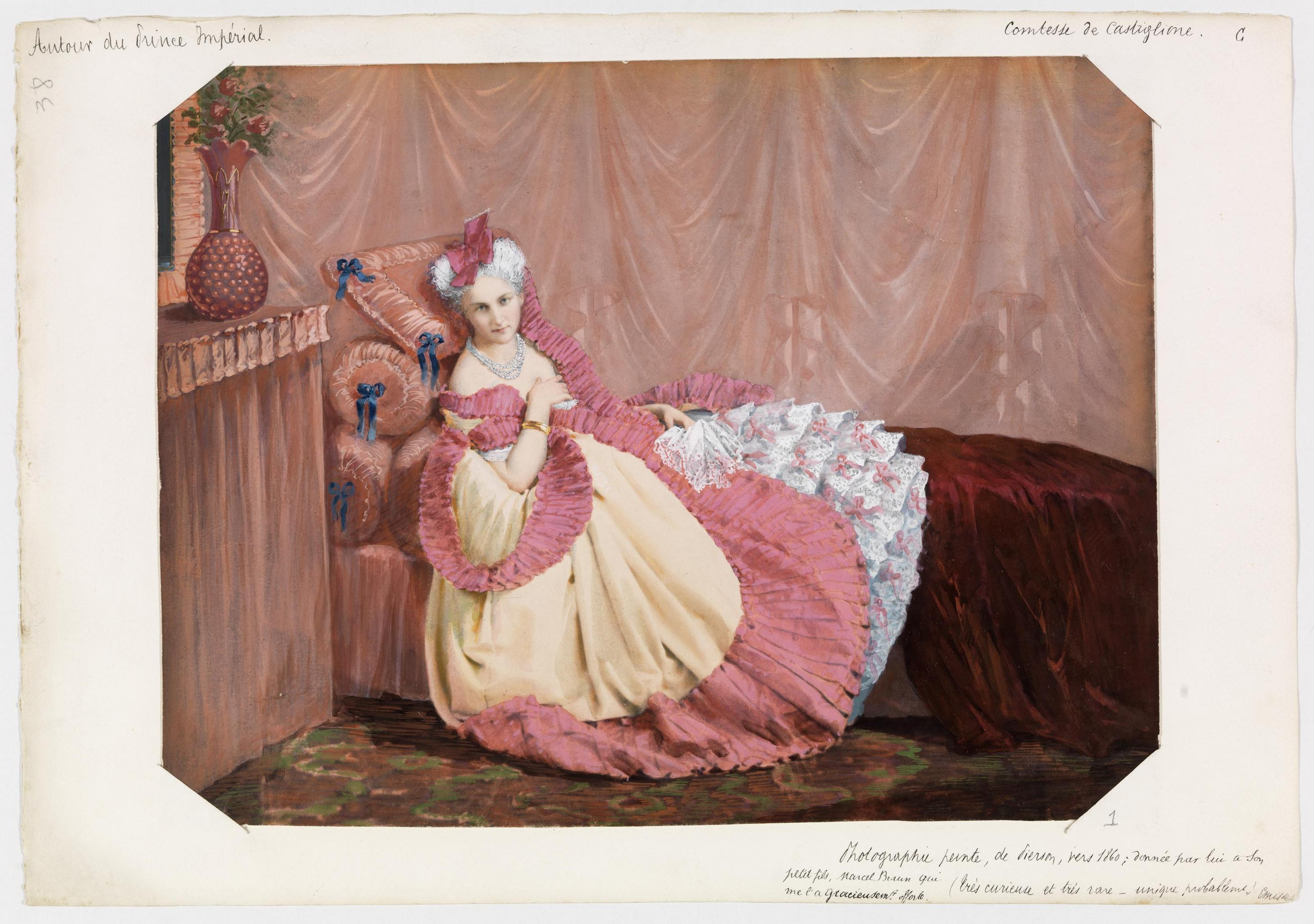
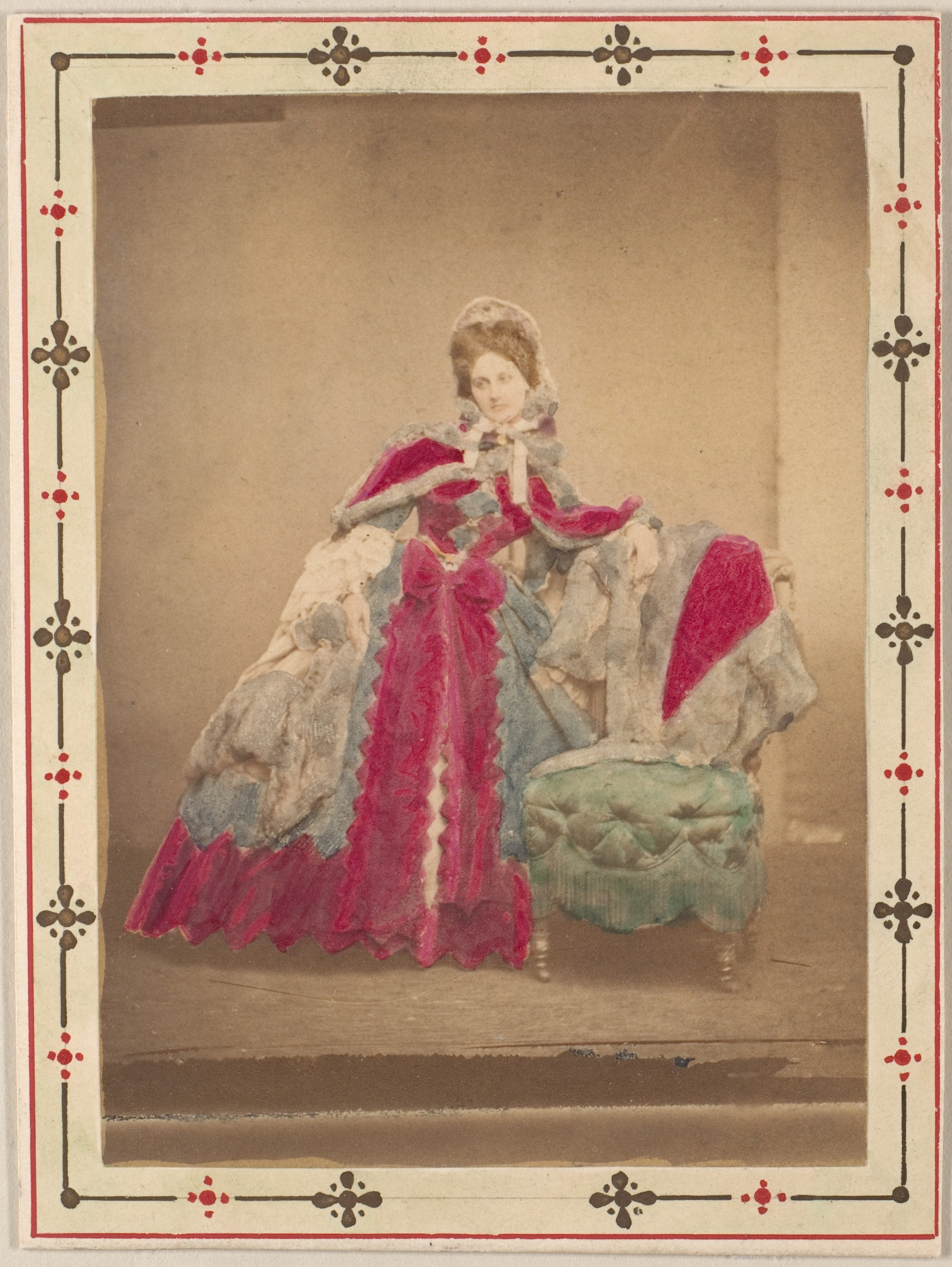
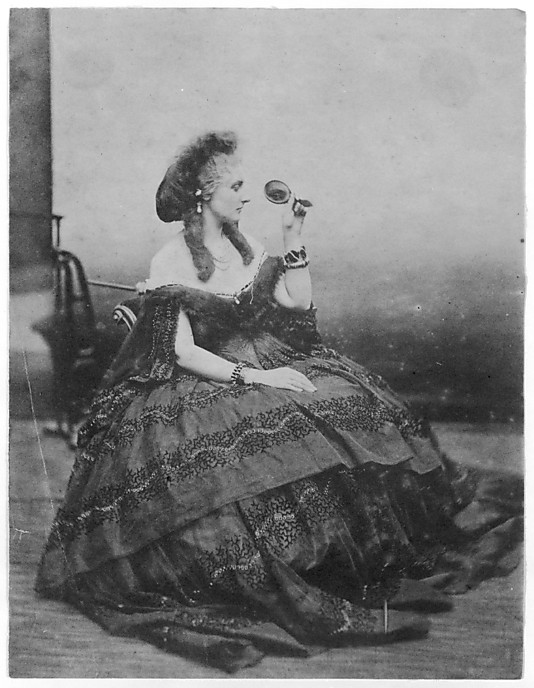
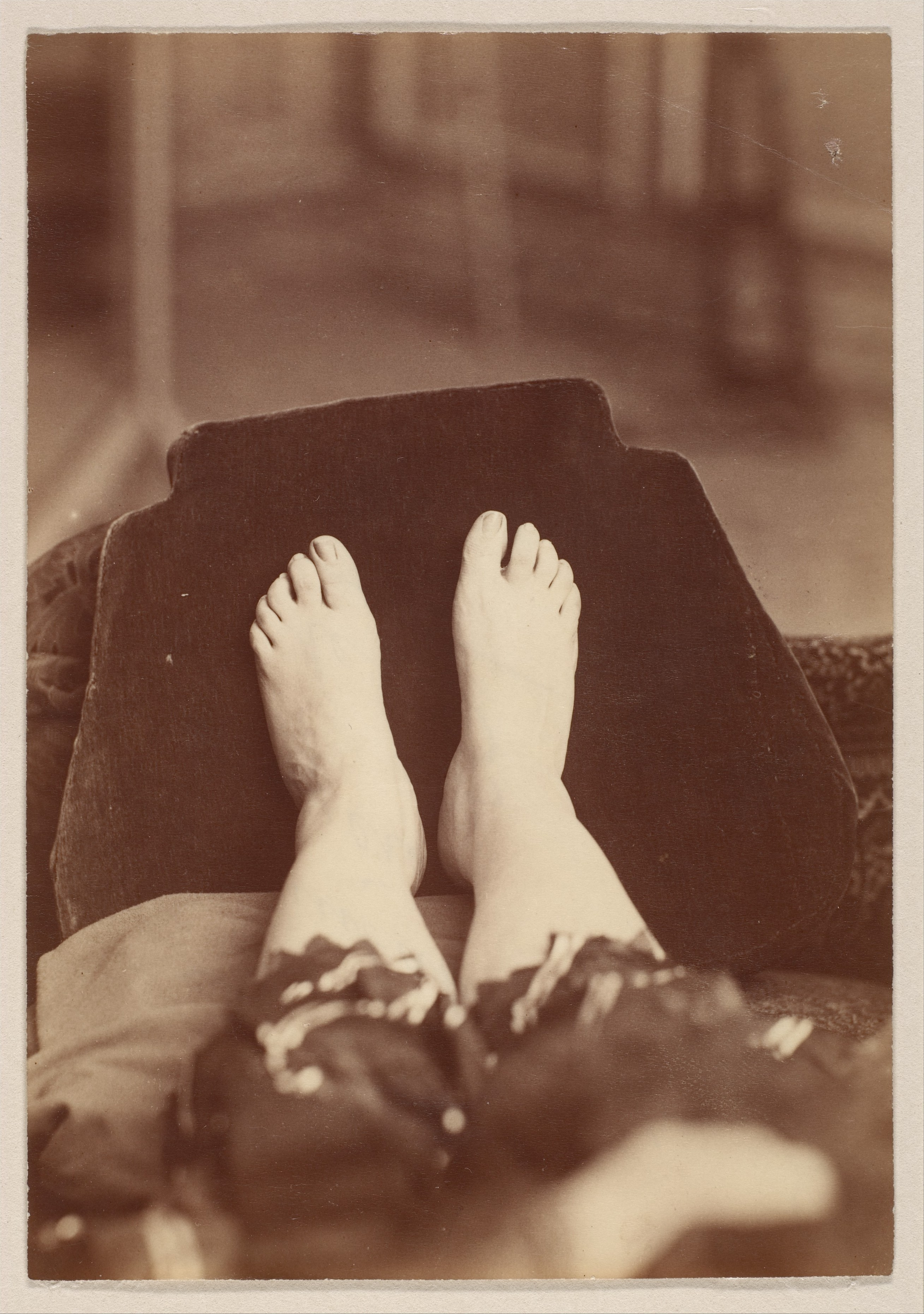
Le Pé
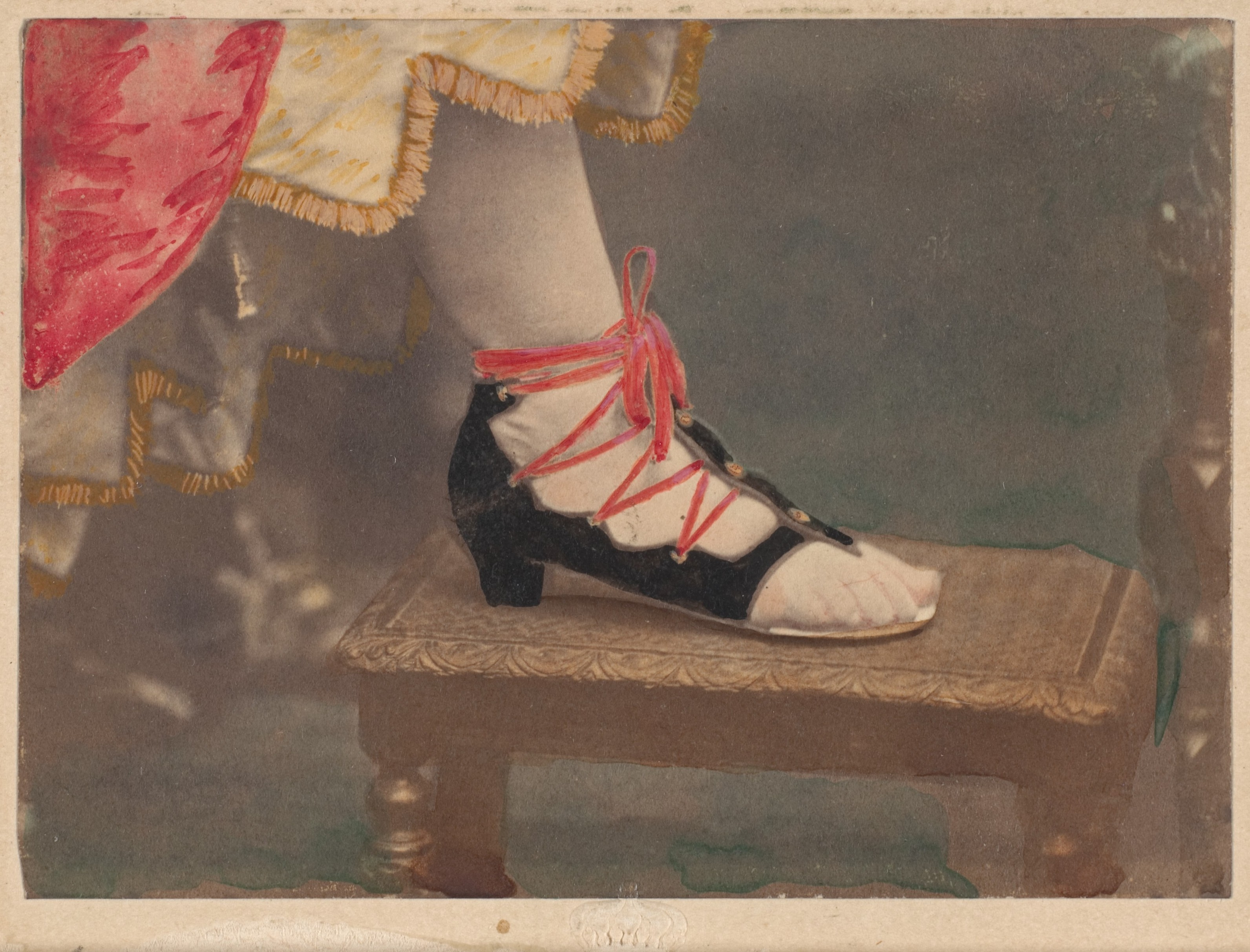
Les Cothurnes
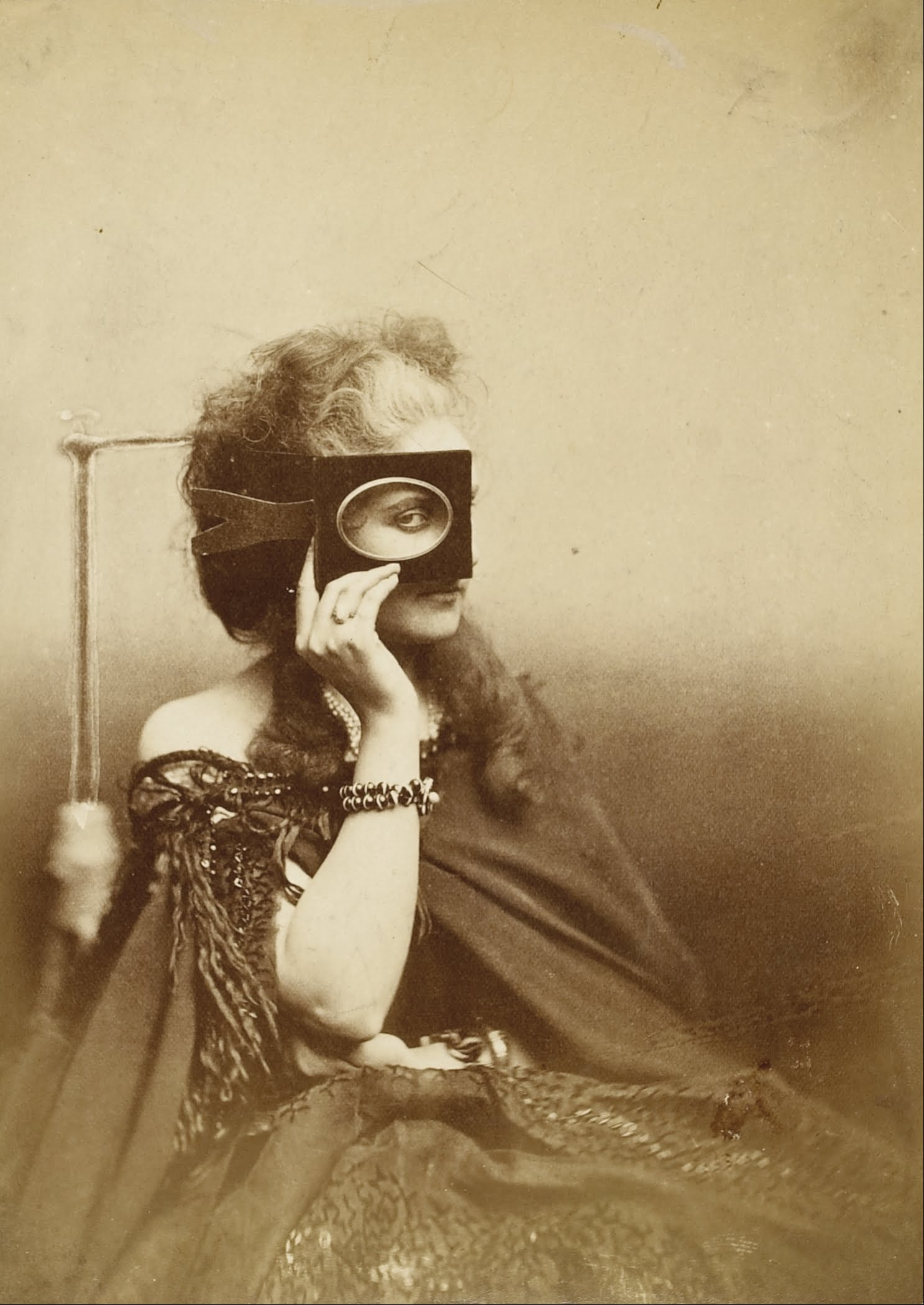
Vlevo je vidět držák hlavy